# Tsanatl
Tsanatl (en rus: Цанатль) és un poble del Daguestan, a Rússia, que en el cens del 2010 tenia 388 habitants. Pertany al districte rural de Mekhelta.